# Você Não Vale Nada, vol. 20 - Ao Vivo
Você Não Vale Nada, vol. 20 - Ao Vivo é o vigésimo álbum da banda de forró eletrônico Calcinha Preta, lançado em 20 de fevereiro de 2009. Com mais de 23 milhões de streams somente na plataforma de áudio Spotify, o álbum apresenta o single Você Não Vale Nada, que foi tema da personagem Norminha (Dira Paes), na novela Caminho das Índias, da TV Globo, rendendo à banda o Prêmio Globo de Melhores do Ano de música do ano de 2009, o Prêmio Extra de Televisão de 2009 e o Troféu Imprensa de 2010.

## Lista de faixas
| N.º            | Título                       | Compositor(es)                                                                             | Intérpretes                      | Duração |  |
| 1.             | "Salve o Nosso Amor"         | Carlos Freitas, Jairo Junior                                                               | Bell Oliver, Michelle Menezes    | 3:45    |  |
| 2.             | "Você Não Vale Nada"         | Dorgival Dantas                                                                            | Bell Oliver, Silvânia Aquino     | 3:22    |  |
| 3.             | "Não Gruda, Não Cola"        | Gilton Andrade, Marquinhos Maraial                                                         | Silvânia Aquino, Paulinha Abelha | 3:39    |  |
| 4.             | "Novo Namorado"              | Elvis Pires, Rodrigo Mel                                                                   | Silvânia Aquino                  | 2:55    |  |
| 5.             | "Amor Dividido"              | Edu Luppa                                                                                  | Silvânia Aquino                  | 3:30    |  |
| 6.             | "Não Se Apaixone, Não"       | Marquinhos Maraial, Edu Luppa                                                              | Silvânia Aquino                  | 2:59    |  |
| 7.             | "Não Desligue, Amor"         | Ivo Lima, Wallace Lima, Gilton Andrade                                                     | Silvânia Aquino                  | 3:43    |  |
| 8.             | "Só Não Diga, Bye Bye"       | Dorgival Dantas                                                                            | Bell Oliver, Michelle Menezes    | 2:45    |  |
| 9.             | "Não Tem Segredo"            | Ivo Lima, Wallace Lima                                                                     | Michelle Menezes, Marlus Viana   | 3:18    |  |
| 10.            | "Vamos Pra Lá Beber"         | Marquinhos Maraial, Beto Caju                                                              | Silvânia Aquino, Paulinha Abelha | 3:01    |  |
| 11.            | "Cena de Novela"             | Edinho Filho                                                                               | Michelle Menezes, Marlus Viana   | 3:34    |  |
| 12.            | "Sem Explicação" (I Will Be) | Avril Lavigne, Max Martin, Lukasz Gottwald (versão: Gilton Andrade, Zélia Santi, Silvinha) | Silvânia Aquino, Bell Oliver     | 3:43    |  |
| 13.            | "Tutti-Frutti"               | Marquinhos Maraial, Beto Caju, Gilton Andrade                                              | Silvânia Aquino, Paulinha Abelha | 3:20    |  |
| 14.            | "Te Acho Tão Linda"          | André Camargo, Marlus Viana                                                                | Marlus Viana                     | 3:29    |  |
| 15.            | "É Por Amor"                 | João Ribeiro, Carlos Josué                                                                 | Bell Oliver                      | 3:14    |  |
| 16.            | "Entre Quatro Paredes"       | Emerson Cunha, Anderson Paz                                                                | Silvânia Aquino                  | 3:16    |  |
| Duração total: | Duração total:               | Duração total:                                                                             | Duração total:                   | 53:32   |  |

## Ficha técnica
- Vocalistas: Silvânia Aquino, Bell Oliver, Paulinha Abelha, Marlus Viana e Michelle Menezes
- Bateria: Pé de Ferro
- Guitarra e Violões: Junior Xanfer
- Baixo: Gilson Batata
- Acordeon: Naildinho
- Teclados: Tovinho
- Percussão: Jô
- Metais: Fabinho, Nilsinho e Rafinha